# Chien d'élan suédois
Pour les articles homonymes, voir Chien d'élan.
Le chien d'élan suédois ou jämthund  est une race de chien originaire de Suède. C'est une race de type spitz à la robe grise utilisée comme chien de chasse au gros gibier, notamment l'élan. 
Le standard de la race a longtemps été confondu avec celui du chien d'élan norvégien gris.

## Histoire
Le chien d’élan suédois est une race de chien très ancienne qui existe depuis que le nord de la Suède est peuplé. Le chien d’élan suédois était utilisé pour la chasse à l'élan et également pour l'ours et le lynx. La race est d'abord confondue et jugée en exposition canine avec le chien d'élan norvégien gris. Le chien d'élan suédois est reconnu comme une race à part entière en 1946.

## Standard

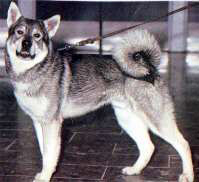
Un chien d'élan suédois.

Le chien d'élan suédois est un chien de type spitz de forte constitution, sans être lourd. Le corps est inscriptible dans un carré et ne doit pas donner l’impression d’être long. Attachée haut, la queue de longueur moyenne et d'épaisseur égale est portée enroulée sur ou contre le dos. Le poil est touffu, sans former de franges. La tête est plutôt longue et relativement large entre les oreilles. Les yeux sont de forme légèrement ovale et de couleur brune. Attachées haut, les oreilles pointues sont de longueur légèrement supérieure à leur largeur. La face interne de l'oreille est bien couverte de poils.  
Le poil de couverture est bien couché sans être aplati. Le sous-poil est court, doux et de couleur claire, de préférence crème. La couleur de la robe est le gris : des marques caractéristiques de couleur gris clair ou crème se trouvent sur les faces latérales du museau, sur les joues, la gorge, la poitrine, le ventre, les membres et sous la queue.

## Caractère
Le standard FCI décrit le chien d'élan suédois comme courageux, énergique et impassible.

## Utilité
Le chien d'élan suédois est un chien de chasse spécialisé dans le grand gibier et notamment l'élan. 